# Розовский район
Ро́зовский райо́н (укр. Розівський район) — упразднённая административная единица Запорожской области Украины. Бывший административный центр — посёлок городского типа Розовка.

## Географическое положение
Розовский район располагался в восточной части Запорожской области. Имел границы:
- в Донецкой области:
  - на северо-востоке с Великоновосёлковским районом (упразднён),
  - на востоке с Волновахским районом,
  - на юге и юго-востоке с Никольским районом (упразднён);
- в Запорожской области:
  - на западе и юго-запада с Бильмакским районом (упразднён) и
  - на севере с Гуляйпольским районом (упразднён).

Площадь территории района составляла 610 км².
По территории бывшего района протекают реки:
Кальчик,
Каратыш,
Сухие Ялы.
Климат тёплый, умеренно континентальный.

## История
В составе Украинской ССР район существовал с 1925 по 1939 год под названием Люксембургский район (Люксембург - принятое в 1924 году новое название села Александро-Невское, до 1911 года известное как немецкая колония поселенцев №6 «Грунау», с 1939 года носит название Розовка). Являлся немецким национальным районом в составе Мариупольского округа, а после перехода к областному делению — Днепропетровской области. 10 января 1939 года район был передан в состав создаваемой Запорожской области, а через месяц, 20 февраля, упразднён, при этом восточная часть условно вернулась в состав Сталинской (Донецкой) области, западная граница которой совпадала с границей ранее существовавшей Донецкой губернии на всём участке, кроме Люксембургского района.
Розовский район был выделен из состава Куйбышевского района 26 июня 1992 года в соответствии с постановлением Верховной рады Украины № 2505-XII.
17 июля 2020 года в результате административно-территориальной реформы район вошёл в состав Пологовского района.
В ходе вторжения России на Украину в 2022 году территория бывшего Розовского района была оккупирована российскими войсками. 7 апреля 2022 года российские СМИ сообщили, что глава самопровозглашённой Донецкой Народной Республики Денис Пушилин вместе с секретарём генерального совета партии «Единая Россия» Андреем Турчаком установили на здании районной администрации в оккупированной Розовке российский и советский флаги. 19 апреля 2022 года, по сообщению российских СМИ, на собрании жителей Розовки было принято единогласное решение о «временном присоединении» района к ДНР. Председатель Пологовской районной государственной администрации Артур Крупский сообщил, что местное население (в основном пожилые люди и переселенцы из Мариуполя) было собрано обманом под предлогом обсуждения вопросов выплаты пенсий и выяснения социально-бытовых нужд.

## Население
На 1 января 2011 года численность населения составляла 9647 человек (из которых в городских условиях проживали 3516, в сельских — 6131), на 1 января 2013 года — 9316 человек.

## Административное устройство
Район включал в себя:
| - Поселковых советов: 1 - Сельских советов: 7 | - Посёлков городского типа: 1 - Посёлков: 2 - Сёл: 25 |

### Местные советы[9]
| - Розовский поселковый совет - Азовский сельский совет - Вишневатский сельский совет - Зорянский сельский совет | - Кузнецовский сельский совет - Новомлиновский сельский совет - Пролетарский сельский совет - Сладководненский сельский совет |

### Населённые пункты[10]
| пос. Азов с. Антоновка с. Богатовка с. Беловеж с. Верховка с. Вишневатое с. Вольное | с. Запорожское с. Заря с. Зеленополь с. Зоряное с. Ивановка с. Кобыльное с. Кузнецовка | с. Листвянка с. Луганское с. Маринополь пос. Мирное с. Надийное с. Новгород с. Новодворовка | с. Новозлатополь с. Новомлиновка с. Першотравневое пгт Розовка с. Святотроицкое с. Сладководное с. Форойс |